# Kľačno
Kľačno (em húngaro: Nyitrafő) é um município da Eslováquia, situado no distrito de Prievidza, na região de Trenčín. Tem 48,7 km² de área e sua população em 2018 foi estimada em 1.095 habitantes.

## Demografia
| Ano:        | 1994 | 2004   | 2014   | 2024   |
| ----------- | ---- | ------ | ------ | ------ |
| Broj ljudi: | 1072 | 1099   | 1113   | 1076   |
| Razlika:    |      | +2,51% | +1,27% | -3,32% |

| Ano:               | 2023 | 2024   |
| ------------------ | ---- | ------ |
| Número de pessoas: | 1061 | 1076   |
| Diferença:         |      | +1,41% |